# MTV Video Music Awards de 2006
Os MTV Video Music Awards de 2006 foram realizados a 31 de agosto de 2006, premiando os melhores videoclipes lançados entre 1 de julho de 2005 e 30 de junho de 2006. A premiação foi apresentada pelo ator estadunidense Jack Black, ocorreu no Radio City Music Hall, em Nova Iorque, e foi transmitida pela MTV.

## Indicados e Vencedores
Os vencedores estão a negrito.

### Videoclipe do ano
- Christina Aguilera — "Ain't No Other Man"
- Madonna — "Hung Up"
- Panic! at the disco — "I Write Sins Not Tragedies"
- Red Hot Chili Peppers — "Dani California"
- Shakira (com Wyclef Jean) — "Hips Don't Lie"

### Melhor videoclipe de um artista masculino
- Busta Rhymes (com Mary J. Blige, Rah Digga, Missy Elliott, Lloyd Banks, Papoose e DMX) — "Touch It Remix"
- James Blunt — "You're Beautiful"
- Kanye West (com Jamie Foxx) — "Gold Digger"
- Nick Lachey — "What's Left Of Me"
- T.I. — "What You Know"

### Melhor videoclipe de um artista feminino
- Christina Aguilera — "Ain't No Other Man"
- Kelly Clarkson — "Because of You"
- Madonna — "Hung Up"
- Nelly Furtado (com Timbaland) — "Promiscuous"
- Shakira (com Wyclef Jean) — "Hips Don't Lie"

### Melhor videoclipe de um grupo
- The All-American Rejects — "Move Along"
- Fall Out Boy — "Dance, Dance"
- Gnarls Barkley — "Crazy"
- Panic at the disco — "I Write Sins Not Tragedies"
- Red Hot Chili Peppers — "Dani California"

### Melhor videoclipe derap
- 50 Cent — "Window Shopper"
- Busta Rhymes (com Mary J. Blige, Rah Digga, Missy Elliott, Lloyd Banks, Papoose e DMX) — "Touch It Remix"
- Chamillionaire (com Krayzie Bone) — "Ridin'"
- T.I. — "What You Know"
- Yung Joc (com Nitti) — "It's Goin' Down"

### Melhor videoclipe deR&B
- Beyoncé (com Slim Thug e Bun B) — "Check on It"
- Chris Brown — "Yo (Excuse Me Miss)"
- Jamie Foxx (com Ludacris) — "Unpredictable"
- Mariah Carey — "Shake It Off"
- Mary J. Blige — "Be Without You"

### Melhor videoclipe de hip hop
- Black Eyed Peas — "My Humps"
- Common — "Testify"
- Daddy Yankee — "Rompe"
- Kanye West (com Jamie Foxx) — "Gold Digger"
- Three 6 Mafia (com Young Buck e 8Ball & MJG) — "Stay Fly"

### Melhor videoclipe dedance
- Shakira (com Wyclef Jean) — "Hips Don't Lie"
- Madonna — "Hung Up"
- Nelly Furtado (com Timbaland) — "Promiscuous"
- The Pussycat Dolls (com Snoop Dogg) — "Buttons"
- Sean Paul — "Temperature"

### Melhorvideoclipederock
- 30 Seconds To Mars — "The Kill"
- AFI — "Miss Murder"
- Green Day — "Wake Me Up When September Ends"
- Panic at the disco — "I Write Sins Not Tragedies"
- Red Hot Chili Peppers — "Dani California"

### Melhorvideoclipedepop
- Christina Aguilera — "Ain't No Other Man"
- Madonna — "Hung Up"
- Nelly Furtado (com Timbaland) — "Promiscuous"
- Pink — "Stupid Girls"
- Shakira (com Wyclef Jean) — "Hips Don't Lie"

### Melhor artista revelação num vídeo
- Angels and Airwaves — "The Adventure"
- Avenged Sevenfold — "Bat Country"
- Chris Brown (com Juelz Santana) — "Run It!"
- James Blunt — "You're Beautiful"
- Panic at the disco — "I Write Sins Not Tragedies"
- Rihanna — SOS

### PrémioMTV2
- 30 Seconds To Mars — "The Kill"
- Lil Wayne — "Fireman"
- Taking Back Sunday — "MakeDamnSure"
- Three 6 Mafia (com Young Buck e 8Ball & MJG) — "Stay Fly"
- Yung Joc (com Nitti) — "It's Goin' Down"

### Escolha do público
- Chris Brown (com Juelz Santana) — "Run It!" - 10%
- Fall Out Boy — "Dance, Dance" - 38%
- Kelly Clarkson — "Because of You" - 28%
- Rihanna — SOS - 6%
- Shakira (com Wyclef Jean) — "Hips Don't Lie" - 18%

### Melhor realização
- 10 Years — "Wasteland" (dirigido por Kevin Kerslake)
- AFI — "Miss Murder" (dirigido por Marc Webb)
- Common — "Testify" (dirigido por Anthony Mandler)
- Gnarls Barkley — "Crazy" (dirigido por Robert Hales)
- Red Hot Chili Peppers — "Dani California" (dirigido por Tony Kaye)

### Melhorcoreografia
- Shakira (com Wyclef Jean) — "Hips Don't Lie"
- Christina Aguilera — "Ain't No Other Man"
- Madonna — "Hung Up"
- The Pussycat Dolls (com Snoop Dogg) — "Buttons"
- Sean Paul — "Temperature"

### Melhores efeitos especiais
- Angels and Airwaves — "The Adventure"
- Beck — "Hell Yes"
- Missy Elliott — "We Run This"
- Pearl Jam — "Life Wasted"
- U2 — "Original of the Species"

### Melhor direção de arte
- 10 Years — "Wasteland"
- Common — "Testify"
- Panic at the disco — "I Write Sins Not Tragedies"
- Red Hot Chili Peppers — "Dani California"
- Shakira (com Wyclef Jean) — "Hips Don't Lie"

### Melhor edição
- The All-American Rejects — "Move Along"
- Angels and Airwaves — "The Adventure"
- Gnarls Barkley — "Crazy"
- Red Hot Chili Peppers — "Dani California"
- U2 — "Original of the Species"

### Melhor fotografia
- AFI — "Miss Murder"
- Ashlee Simpson — "Invisible"
- James Blunt — "You're Beautiful"
- Prince — "Black Sweat"
- Red Hot Chili Peppers — "Dani California"

### Melhorbanda sonorade umvideogame
- "Burnout Revenge" (Electronic Arts)
- "Driver: Parallel Lines" (Atari)
- "Fight Night Round 3" (Electronic Arts)
- "Mark Ecko's Getting Up" (Atari)
- "NBA 2K6" (2K Games)

### Melhormúsica original (score) para umvideogame
- "Dreamfall: The Longest Journey" (Leon Willett)
- "The Elder Scrolls IV: Oblivion" (Jeremy Soule)
- "Electroplankton" (banda sonora gerada pelo utilizador)
- "Hitman: Blood Money" (Jesper Kyd)
- "Ghost Recon: Advanced Warfighter" (Tom Salta)

### Melhor toque detelemóvel(ouringtone)
- Black Eyed Peas - "My Humps"
- Bubba Sparxxx (com Ying Yang Twins) - "Ms. New Booty"
- Fort Minor (com Holly Brook) - "Where'd You Go"
- Kanye West (com Jamie Foxx) - "Gold Digger"
- Nelly (com Paul Wall) - "Grillz"

### Prémio Video Vanguard
- Hype Williams

## Atuações
- Beyoncé
- Shakira
- The Killers
- Justin Timberlake
- Panic! at the disco
- The Killers
- Ludacris
- Pharrell
- The All-American Rejects
- The Raconteurs
- T.I.
- Christina Aguilera
- Red Hot Chili Peppers

## Aparições
- Britney Spears e Kevin Federline (via vídeo gravado)
- 50 Cent
- Chris Brown
- Sean Combs
- Missy Elliott
- Fall Out Boy
- Equipa do filme Jackass: Number Two
- Nick Lachey
- Paris Hilton
- Amy Lee, dos Evanescence
- Jared Leto, dos 30 Seconds To Mars
- Lil Jon
- Jennifer Lopez
- Ne-Yo
- Pink
- The Pussycat Dolls
- Busta Rhymes
- Rihanna
- Jessica Simpson
- Shaun White
- Snoop Dogg
- Kanye West